# Zunheboto (district)
Zunheboto is een district van de Indiase staat Nagaland. Het district telt 154.909 inwoners (2001) en heeft een oppervlakte van 1255 km².
Dimapur · Kiphire · Kohima · Longleng · Mokokchung · Mon · Noklak · Peren · Phek · Tuensang · Wokha · Zunheboto